# 毛公案
《毛公案》是記載明代嘉靖年間直隶巡按毛登科断案的故事。是清末民初天津储仁逊所抄录的小说，作者不详。

## 簡介
毛登科是明朝進士，嘉靖年間擔任直隶巡按。由於毛登科本人清正廉明，爱民如同赤子，他的故事不斷被改編為民間故事，後來集結成書，變成公案小說，該書經常抄有《洗冤集录》節錄，以當成斷案的依據。